# Lynette Scavo
Lynette Scavo (født Lindquist) er en fiktiv karakter, og en af de fire hovedpersoner i serien Desperate Housewives. Karakteren bliver spillet af skuespillerinden Felicity Huffman, der vandt en Emmy Award for Outstanding Lead Actress in a Comedy Series for rollen i 2005 og blev nomineret til en Golden Globe Award for Best Actress – Television Series Musical or Comedy fra 2005 til 2007.
Mens showskaberen Marc Cherry baserede Bree Van De Kamp's familie på hans teenageår, baserede han Lynette på hans barndom. 

## Historie

### Fortid
Lynette Lindquist-Scavo er den ældste af tre døtre. Efter deres fars død, havde deres mor en række ubehagelige og ustabile kærester, men til sidst blev hun gift med Glenn Wingfield, hvem Lynette forgudede. Efter en kort tid, forlod Glenn dem og Lynette beskyldte sin mor for at kører på ham i lang tid. Stella gifter sig endelig gifter sig igen i sæson syv, men er enke omkring en uge efter deres bryllup.
Hun er uddannet fra Northwestern University. I sæsonen et bliver det afsløret, at det er her hun mødte Tom, da de arbejdede sammen. De giftede sig og flyttede til Wisteria Lane. Lynette har seks børn med Tom, med den sidste graviditet var der en vanskelighed og en af tvillingerne døde og for ikke at nævne det barn Tom har med en one night stand, 12 år før han mødte Lynette, hvilket resulterede i, at Tom have et barn med Nora Huntington. Efter Noras død, flyttede Kayla ind på fuld tid fra sæson tre til slutningen af sæsonen fire. Lynette er altid villig til at gøre hvad der er bedst for hendes familie.